# Friedrich Otto Leibrock
Friedrich Otto Leibrock (* 24. Mai 1893 in Mülheim an der Mosel; † 25. Januar 1970) war ein deutscher Wirtschaftswissenschaftler und Politiker der CDU. Er war Honorarprofessor an der Technischen Universität Berlin und gehörte von 1955 bis 1959 dem Abgeordnetenhaus von Berlin an.

## Leben und Beruf
Leibrock studierte Rechts-, Staats-, Kommunal- und Wirtschaftswissenschaften sowie Geschichte. 1923 legte er seine Promotion zum Thema Die wirtschafts- und sozialpolitische Bedeutung der Zentralarbeitsgemeinschaft der industriellen und gewerblichen Arbeitgeber und Arbeitnehmer Deutschlands an der Universität Hamburg ab. Danach war er in verschiedenen Verwaltungen und der Industrie tätig. Zu seinen Stationen zählten die Burbacher Hütte und die IHK Saarbrücken. Später war er wissenschaftlicher Mitarbeiter beim Centralverband deutscher Industrieller und in der Vereinigung der Deutschen Arbeitgeberverbände. 1924 wechselte er in die Geschäftsführung der Knorr-Bremse AG, wo er zunächst als Syndikus tätig war, später stieg er zum Abteilungsdirektor auf, ehe er in den Vorstand wechselte, ab 1933 war er Generalbevollmächtigter des Konzerns.
Am 21. Mai 1953 nahm er eine Honorarprofessur für Sozialpolitik und Betriebliche Sozialpolitik in der Fakultät für Wirtschaftswissenschaften der TU Berlin auf, diese übte er bis 1964 aus. In der Gesellschaft von Freunden der TU Berlin war er deren Vorsitzender. Daneben war er Präsident der Deutschen Weltwirtschaftlichen Gesellschaft und Alt-Präsident ds Rotary Clubs Berlin.

## Politik
Leibrock war Mitglied der CDU. In der Partei gehörte er dem Bundesausschuss für Wirtschaftspolitik an und war Schatzmeister des Berliner Landesverbandes. Bei der Wahl 1954 wurde er in das Abgeordnetenhaus von Berlin gewählt, aus dem er nach einer Wahlperiode wieder ausschied.

## Ehrungen
- 1953: Bundesverdienstkreuz 1. Klasse
- 1959: Ehrensenator der Technischen Universität Berlin